# هالا توماسدوتیر
هالا توماسدوتیر (انگلیسی: Halla Tómasdóttir؛ زادهٔ ۱۱ اکتبر ۱۹۶۸) سیاستمدار اهل ایسلند و رئیس‌جمهور این کشور است. او پیشتر عضو تیم مؤسس دانشگاه ریکیاویک در سال ۱۹۹۸ بود. او همچنین مدیریت اجرایی یک سازمان غیرانتفاعی جهانی متشکل از رهبران تجارت و جامعه مدنی که برای ترویج شیوه‌های تجاری متمرکز بر حقوق بشر و آب و هوا کار می‌کنند را بر عهده دارد.
او در انتخابات ریاست‌جمهوری ایسلند ۲۰۱۶ نامزد شد و با کسب ۲۷٫۹ درصد از آرا دوم شد.
در ۱ ژوئن ۲۰۲۴، هالا در انتخابات ریاست‌جمهوری ایسلند ۲۰۲۴ پیروز شد و نخست وزیر سابق کاترین یاکوبسدوتیر را شکست داد. کارزار انتخاباتی او بر موضوعاتی مانند تأثیرات رسانه‌های اجتماعی بر سلامت روان جوانان، توسعه گردشگری و نقش هوش مصنوعی متمرکز بود.